# ジェームズ・ブックナイト
- ジェームズ・ブークナイト
- ジェームズ・ボークナイト

ジェームズ・デビッド・ブックナイト（James David Bouknight, [ˈbʊknaɪt]; 2000年9月18日 - ）は、アメリカ合衆国ニューヨーク州ニューヨーク市ブルックリン区出身のプロバスケットボール選手。NBAGリーグのリップシティ・リミックスに所属している。ポジションはシューティングガード。

## 経歴

### カレッジ
コネチカット大学進学後の2019年11月7日に交通事故を起こし、NCAAから3試合の出場停止処分を受けた。処分が解けた後に復帰し、2020年2月9日のシンシナティ大学戦でシーズンハイの23得点を記録。翌日にAACの週間最優秀選手に選出された。1年目のシーズンは平均13.0得点、4.1リバウンド、1.3アシストの成績を記録し、オールACC3rdチームとACCオールフレッシュマンチームに選出された。
2年目の2020-21シーズン開幕前に、ジョン・R・ウッデン賞の受賞候補者のリストに選出された。2020年12月20日のクレイトン大学戦で大学でのキャリアハイとなる40得点を記録した。2021年1月5日のマーケット大学戦で左肘を痛め、手術を受けて8試合を欠場した。その後、シーズン途中の3月31日にチームを離脱し、2021年のNBAドラフトにアーリーエントリーした。

### シャーロット・ホーネッツ
2021年のNBAドラフトでシャーロット・ホーネッツから全体11位で指名された。8月3日にホーネッツと正式に契約を交わした。
2024年2月8日に解雇された。

### リップシティ・リミックス
2024年10月15日にポートランド・トレイルブレイザーズとエグジビット10契約を結んだが翌日に解雇され、NBAGリーグのリップシティ・リミックスへ送られた。

## 個人成績

### NBA

#### レギュラーシーズン
| シーズン | チーム | GP | GS | MPG  | FG%  | 3P%  | FT%  | RPG | APG | SPG | BPG | PPG |
| -------- | ------ | -- | -- | ---- | ---- | ---- | ---- | --- | --- | --- | --- | --- |
| 2021–22  | CHA    | 31 | 0  | 9.8  | .348 | .347 | .871 | 1.7 | .8  | .2  | .0  | 4.6 |
| 2022–23  | CHA    | 34 | 0  | 15.1 | .358 | .303 | .667 | 2.1 | 1.2 | .4  | .1  | 5.6 |
| 2023–24  | CHA    | 14 | 0  | 5.8  | .439 | .433 | .500 | .6  | .4  | .1  | .1  | 3.6 |
| 通算     | 通算   | 79 | 0  | 11.4 | .363 | .335 | .770 | 1.7 | .9  | .3  | .1  | 4.8 |

### カレッジ
| シーズン | チーム | GP | GS | MPG  | FG%  | 3P%  | FT%  | RPG | APG | SPG | BPG | PPG  |
| -------- | ------ | -- | -- | ---- | ---- | ---- | ---- | --- | --- | --- | --- | ---- |
| 2019-20  | UConn  | 28 | 16 | 25.9 | .462 | .347 | .822 | 4.1 | 1.3 | .8  | .2  | 13.0 |
| 2020-21  | UConn  | 15 | 14 | 31.7 | .447 | .293 | .778 | 5.7 | 1.8 | 1.1 | .3  | 18.7 |
| 通算     | 通算   | 43 | 30 | 27.9 | .456 | .320 | .802 | 4.7 | 1.5 | .9  | .2  | 15.0 |